# Мухин, Владислав Владимирович
Владисла́в Влади́мирович Му́хин (22 июня 1930, Пермь — 13 июня 2015, Пермь) — советский, российский учёный-историк, декан исторического факультета Пермского университета (1973–1975, 1979–1985). Председатель Пермского городского совета, член центрального совета Всероссийского общества охраны и использования памятников истории и культуры (1977–2003). Крупный специалист по истории и культуре Урала и Пермского края, редактор, составитель, автор книг по данной тематике.

## Биография
В детстве его семья часто переезжала из одного уральского города в другой.
В 1949 году он поступил, а в 1954 году — окончил историческое отделение историко-филологического факультета Пермского университета. Дипломная работа В. В. Мухина, посвященная становлению и развитию Кизеловского бассейна, крупнейшего центра угольной промышленности на Урале, выполненная под руководством В. Ф. Тиунова, будущего ректора ПГУ, была признана одной из лучших работ студентов выпускников университета и была вскоре опубликована. Получив диплом, В. В. Мухин остался работать в университете.
Август 1954 – декабрь 1957 — ответственный секретарь газеты "Пермский университет".
С января 1958 года работал на кафедре истории СССР (впоследствии кафедре древней и новой истории России) в качестве ассистента, затем — старшего преподавателя, доцента.
В 1966 году защитил кандидатскую диссертацию на тему «Уральская горнозаводская вотчина Всеволожских в первой половине XIX века». Научным руководителем диссертации был основатель пермской школы историков-ураловедов, доктор исторических наук, профессор Ф. С. Горовой, который в те годы был ректором ПГУ.
С 23 ноября 1967 по 28 ноября 1968 года — секретарь партийного комитета Пермского университета.
В 1972 году ему было присвоено учёное звание доцента.
В 1973–1975 и 1979–1985 годы — декан исторического факультета Пермского университета.

## Научная и административная деятельность
Научные интересы В. В. Мухина связаны с историей горнозаводских вотчин Урала. Изучение истории вотчинных хозяйств — Строгановых, Голицыных, Шуваловых, Лазаревых и др.  — нашло отражение в написанных им разделах коллективных монографий, статьях и учебном пособии «История горнозаводских хозяйств Урала первой половины XIX века». Важным направлением его научной работы явилось изучение культуры Урала и Пермского края.  Ряд работ В. В. Мухин посвятил вопросам состояния и охраны исторических памятников на территории Перми и Прикамья.
Обращаясь к проблемам колонизации Урала и Зауралья, В. В. Мухин опубликовал научно-популярную книгу, посвященную походу Ермака в Сибирь «Ермак Тимофеевич» (Пермь, 1957), став таким образом, автором — участником серии "Замечательные люди Прикамья".
В. В. Мухин был  редактором и составителем ряда научных сборников и др. изданий «Памятники истории и культуры Пермской области». (Пермь, 1971); «Уральский археографический ежегодник за 1972». (Пермь, 1974); «Пермские губернаторы». (Пермь, 1997) и др.). принимал участие в написании крупных коллективных трудов по истории края.
В фундаментальном труде «История Урала», одним из редакторов которого являлся он сам, (Т. 1. Пермь, 1963; 2-е изд. Т. 1. Пермь, 1976) его перу принадлежат обширные главы о развитии культуры края в дореформенный период и пореформенную эпоху. В обобщающих коллективных монографических трудах «История Урала с древнейших времен до 1861 г.» (М., 1989) и «История Урала в период капитализма» (М., 1990), в разделах о состоянии науки и техники в регионе в XVIII–XIX веках, В. В. Мухиным выявлены и прослежены демократические тенденции в развитии уральской культуры в сфере просвещения, науки, литературы, искусства; показана её неразрывная связь с российской национальной культурой.
С 1976 года на протяжении десяти лет В. В. Мухин был ректором народного университета краеведческих знаний при Пермском областном краеведческом музее.
На протяжении многих лет выступал пропагандистом культурного наследия Урала.
Как утверждают его современники, сильными сторонами его как руководителя было умение выделять и акцентировать внимание на решении главных задач, стоящих перед факультетом, отделяя их от второстепенных; осуществление курса на привлечение на кафедры талантливой молодежи, на поднятие престижа профессии историка. При В. В. Мухине были предприняты шаги по укреплению кадрового состава истфака, активизации учебно-методической и научно-исследовательской работы. Увеличилось и число кафедр: в 1974 г. их стало четыре: истории СССР досоветского периода, истории советского общества, новой и новейшей истории, истории древнего мира и средних веков.
В. В. Мухин являлся членом Учёного совета Пермского областного краеведческого музея, ректором народного университета краеведческих знаний при музее; членом Учёного совета Пермской художественной галереи. Председатель Пермского городского совета Всероссийского общества охраны и использования памятников истории и культуры (1977—2003), с 1985 года — член Центрального совета ВООПиК. Входил в состав гербовой комиссии администрации Пермского края и комиссии по переименованиям улиц администрации города Перми.

## Награды
- Почётный знак «За отличные успехи в области высшего образования СССР» (1982).

## Избранные научные работы
Опубликовал около 200 научных трудов по истории России и Урала.
- Ермак Тимофеевич. Пермь : Кн. изд-во, 1957. 46 с.: Сер. "Замечательные люди Прикамья". 3000 экз.
- Больше внимания краеведческой работе // История СССР. 1960. № 3.
- Главы "Горнозаводская промышленность в первой половине XIX в." (в соавторстве с С. И. Сметаниным), "Культура Урала в период феодализма", "Культура Урала в период промышленного капитализма" // История Урала. В 2-х т. Пособие для студентов, учителей и самообразования. Под общ. ред. Ф. С. Горового. Т.1: Первобытнообщинный строй. Период феодализма. Период капитализма. Пермь, 1963. Тираж 5000 экз.
- История Урала: пособие для студентов, учителей и самообразования: В 2 т. 2-е изд. Т. 1: Первобытно-общинный строй. Период феодализма. Период капитализма. — Пермь: Кн. изд-во, 1976. 396 с.
- Урал: ист. очерк // БСЭ. 3-е изд . М., 1977. Т. 27.  С. 58–60.
- История горнозаводских хозяйств Урала первой половины XIX в.: Учеб. пособие. Пермь, 1978.
- Главы "Горнозаводская промышленность. Кризис феодально-крепостнической системы на горных заводах" (в соавторстве с С. И. Сметаниным), "Наука и техника" // История Урала с древнейших времен до 1861 г. М.: Наука, 1989.
- Наука и техника // История Урала в период капитализма. М.: Наука, 1990. С. 214–222.